# Phaonia hirtiorbitalis
Phaonia hirtiorbitalis este o specie de muște din genul Phaonia, familia Muscidae, descrisă de Xue, Wang și Du în anul 2006. Conform Catalogue of Life specia Phaonia hirtiorbitalis nu are subspecii cunoscute.